# ویشنو مانچو
ویشنو مانچو (به انگلیسی: Vishnu Manchu) (زاده ۲۳ نوامبر ۱۹۸۲) بازیگر هندی است.
از کارهای معروف او می‌توان به بازی در فیلم فریبکاران و گایاتری اشاره کرد.